# Puebla de Don Fadrique
Puebla de Don Fadrique ist ein südspanischer Ort und eine Gemeinde (municipio) mit insgesamt 2.202 Einwohnern (Stand: 2024) im Nordosten der Provinz Granada in der autonomen Region Andalusien.

## Lage und Klima
Der Ort Puebla de Don Fadrique liegt zu Füßen der Sierra de La Sagra ca. 165 km (Fahrtstrecke) nordöstlich der Provinzhauptstadt Granada in einer Höhe von ca. 1165 m, die Kleinstadt Huéscar ist knapp 24 km in südwestlicher Richtung entfernt. Das Klima im Winter ist gemäßigt, im Sommer dagegen warm bis heiß; die geringen Niederschlagsmengen (ca. 365 mm/Jahr) fallen – mit Ausnahme der nahezu regenlosen Sommermonate – verteilt übers ganze Jahr.

## Bevölkerungsentwicklung
| Jahr      | 1857 | 1900 | 1950 | 2000 | 2020 |
| Einwohner | 6531 | 7420 | 8058 | 2478 | 2238 |

Die deutliche Bevölkerungsrückgang in der zweiten Hälfte des 20. Jahrhunderts ist im Wesentlichen auf die Mechanisierung, die Aufgabe bäuerlicher Kleinbetriebe („Höfesterben“) und den daraus resultierenden  Verlust von Arbeitsplätzen zurückzuführen. Zur Gemeinde gehören auch der Weiler (pedanía) Almaciles sowie einige verstreut liegende Einzelgehöfte (fincas).

## Wirtschaft
Die Bewohner früherer Zeiten lebten als Selbstversorger von der Erträgen ihrer Felder und Hausgärten. Außerdem betrieben sie in geringem Umfang auch Viehzucht (v. a. Schafe, Ziegen und Schweine); Esel wurden als Tragtiere gehalten. Heute dominiert der Anbau von Gerste (cebada) und Mandelbäumen (almendros). Im Ort selbst haben sich Kleinhändler, Handwerker und Dienstleistungsbetriebe aller Art angesiedelt. Seit den 1960er Jahren hat der hochgelegene Ort einen kleinen touristischen Aufschwung erlebt.

## Geschichte
Prähistorische, iberische, römische und westgotische Funde fehlen. Man kann jedoch annehmen, dass die Gegend bereits früh als Sommerweide genutzt wurde. Zu Beginn des 8. Jahrhunderts wurde das Gebiet von den Mauren überrannt. Nach dem Ende des Kalifats von Córdoba (um 1020) übernahmen die Ziriden von Granada die Macht, die sie jedoch wenig später an die berberischen Almoraviden und Almohaden abtreten mussten. Als östlichster Teil des Emirats von Granada blieb die Gegend um Huescar bis zum Jahr 1488 islamisch. Mit dem Alhambra-Edikt (1492) der Katholischen Könige begann die Vertreibung der Juden; stattdessen kamen viele Christen aus anderen Regionen Spaniens. In den Jahren um 1610 wurden die letzten Muslime (Morisken) ebenfalls ausgewiesen. Seinen Beinamen erhielt der Ort bereits im Jahr 1525, als sich Fadrique Álvarez de Toledo, ein Mitstreiter der Katholischen Könige, auf der Flucht vor den Morisken hierhin zurückziehen musste.

## Sehenswürdigkeiten

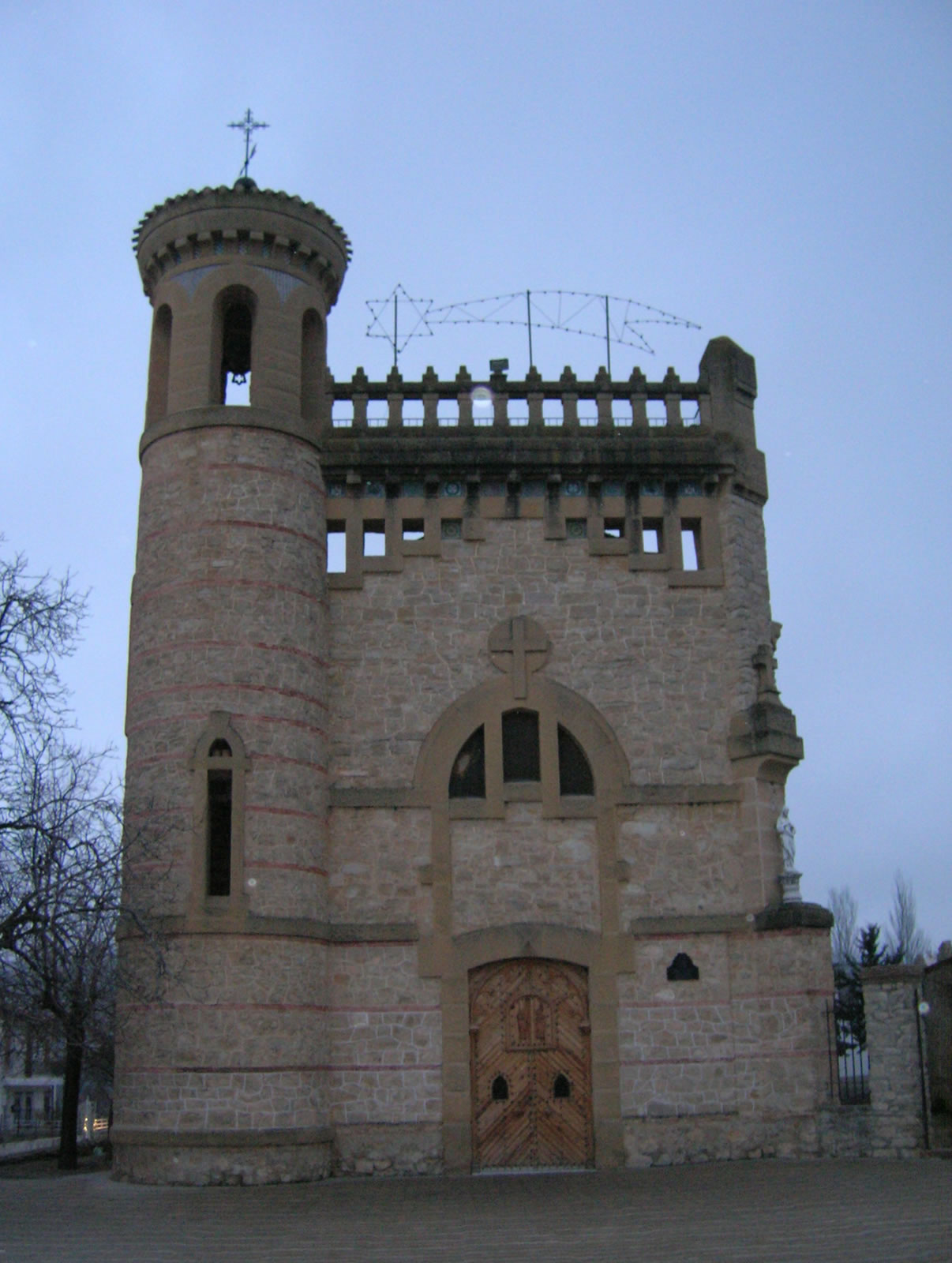
Ermita de las Santas

- Die Landschaft um Puebla de Don Fadrique mit der Sierra de La Sagra ist im Sommer bei spanischen Touristen beliebt.
- Die für einen Bergort ungewöhnlich große und manchmal sogar als „Kathedrale“ bezeichnete dreischiffige Hallenkirche Santa María de la Quinta Angustia entstand im 16. Jahrhundert, als der Ort aufgrund von vielen Neusiedlern einen wirtschaftlichen Aufschwung erlebte. Während die Westfassade völlig schmucklos ist, überrascht die Südseite der Kirche mit einem zwischen zwei Strebepfeilern befindlichen Renaissanceportal. Das Langhaus ist insgesamt eher der Baukunst der Renaissance verpflichtet, wohingegen die – wahrscheinlich zuerst gebaute – Apsis deutliche Anklänge an die Gotik zeigt. Alle drei Schiffe führen jeweils auf barocke Altarretabel (retablos) zu.[3]
- Die Fassade der am Ortsrand stehenden Ermita de las Santas stammt aus dem frühen 20. Jahrhundert.

## Persönlichkeiten
- Rafael Paz (* 1965), Fußballspieler